# 南磁極

赤丸の位置が1914年と2008年の南磁極の位置である。

南磁極（なんじきょく、英: South Magnetic Pole）とは、天体の南半球の地表面で、磁力線の方向が鉛直になっている地点である。磁南極（じなんきょく）ともいう。以下、特に断らない限り、地球の南磁極について述べる。

## 概要
地磁気の変動によって南磁極の位置は変動している。2005年には南極大陸のインド洋側・ウィルクスランド沖合の海上にあたる南緯64度32分、西経137度52分の位置にあり、毎年約10kmずつ北または北西に移動している。
磁極には、別に地球の磁場を地球中心にある双極子磁場（小さな強い棒磁石が作る磁場）で近似し、双極子磁場の方向と地表面の交点を表す地磁気極 (Geomagnetic pole) がありこれは2005年には南緯79度44分、西経108度22分の位置にある。

## 歴史
1909年1月16日、アーネスト・シャクルトンの探検隊のダグラス・モーソン、エッジワース・デイヴィッド、アリスター・マッケイらが、当時南極大陸上にあった南磁極に到達した。しかし、彼らの位置が正確であったかどうかは現在疑問がでている。